# Фестиваль небесного кино

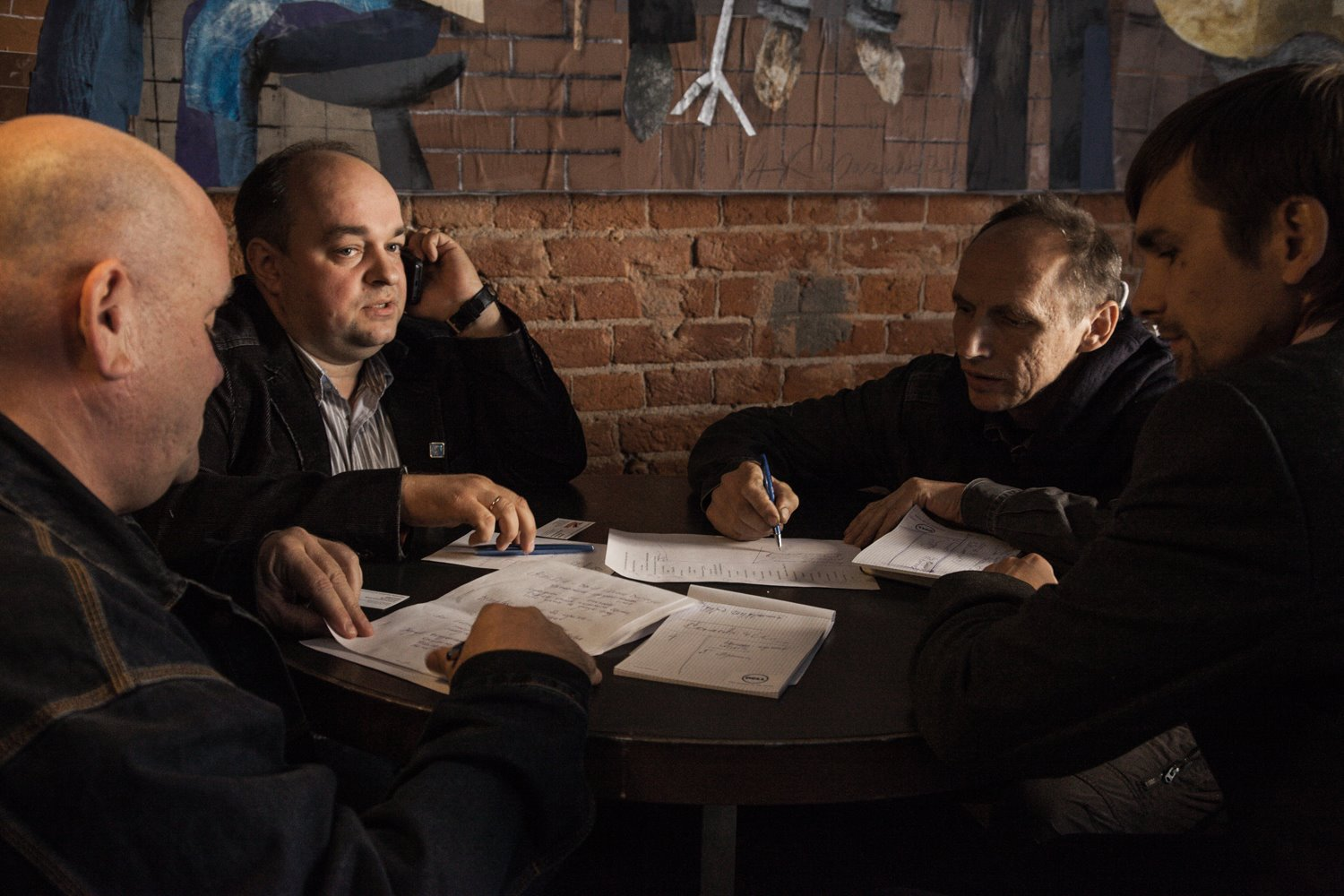
Работа членов жюри фестиваля

Междунаро́дный Фестива́ль Небе́сного Кино́ — первый в мире фестиваль фильмов, снятых при помощи БПЛА (дронов). Впервые проведен в Москве 19 июня 2014 года в культурном центре «Inside» на территории фабрики Красный Октябрь.

## История организации фестиваля
Идея организовать фестиваль фильмов, снятых с воздуха, принадлежит пилотам БПЛА Андрею Донцову и Владимиру Голубеву. По их мнению, использование дронов — это новый виток в истории кинематографии, который дает большую свободу творческих решений и позволяет технически упростить процесс создания фильма.
Фестиваль небесного кино стал площадкой для общения режиссеров, операторов и пилотов БПЛА, которым интересен беспилотник как инструмент создания документального или художественного кинофильма, как способ получения уникального качественного изображения с воздуха.
Первый фестиваль прошел в 2014 году, второй — в 2015 году и собрал более 60 работ, а количество номинаций выросло с 5 до 10.

#### Состав жюри 2014 года
- Андрей Осипов — режиссер;
- Григорий Яблочников — оператор-постановщик;
- Егор Решетник — генеральный директор магазина "Братья Райт";
- Виталий Шпаков — руководитель гостиничной компании «Marc O’Polo».

#### Состав жюри 2015 года
- Андрей Осипов- режиссер-документалист, актер.
- Юрий Транквиллицкий — академик и вице-президент Международной Гильдии профессиональных фотожурналистов. Доцент кафедры кинооператорского мастерства ВГИК. Преподаватель ВГИК, кинооператорский факультет, предмет «фотокомпозиция»
- Радик Аскаров — оператор-постановщик, преподаватель операторского мастерства Член Союза кинематографистов России.
- Григорий Яблочников — Оператор-постановщик;
- Виталий Викторович Шпаков — руководитель гостиничной компании «Marc O’Polo».

## Номинации

### 2014 год
- Сложный кадр — оценивается сложность траектории, длительность, красота кадра.
- Самый длинный кадр, вошедший в монтаж — оценивается кадр, который затем использовался в

документальном или художественном кино
- Самый красивый кадр — кадр, который вызывает бурю чувств и симпатий у зрителя
- Необычное движение в кадре — необычное движение камеры и объектов в кадре, которое приводит

в замешательство зрителя.
- Приз зрительских симпатий — то, что больше всего понравится зрителям.
- Самая сложная локация — экстремальные условия съёмки: съёмка с движущихся объектов, съёмки в сложных климатических условиях и т. д.

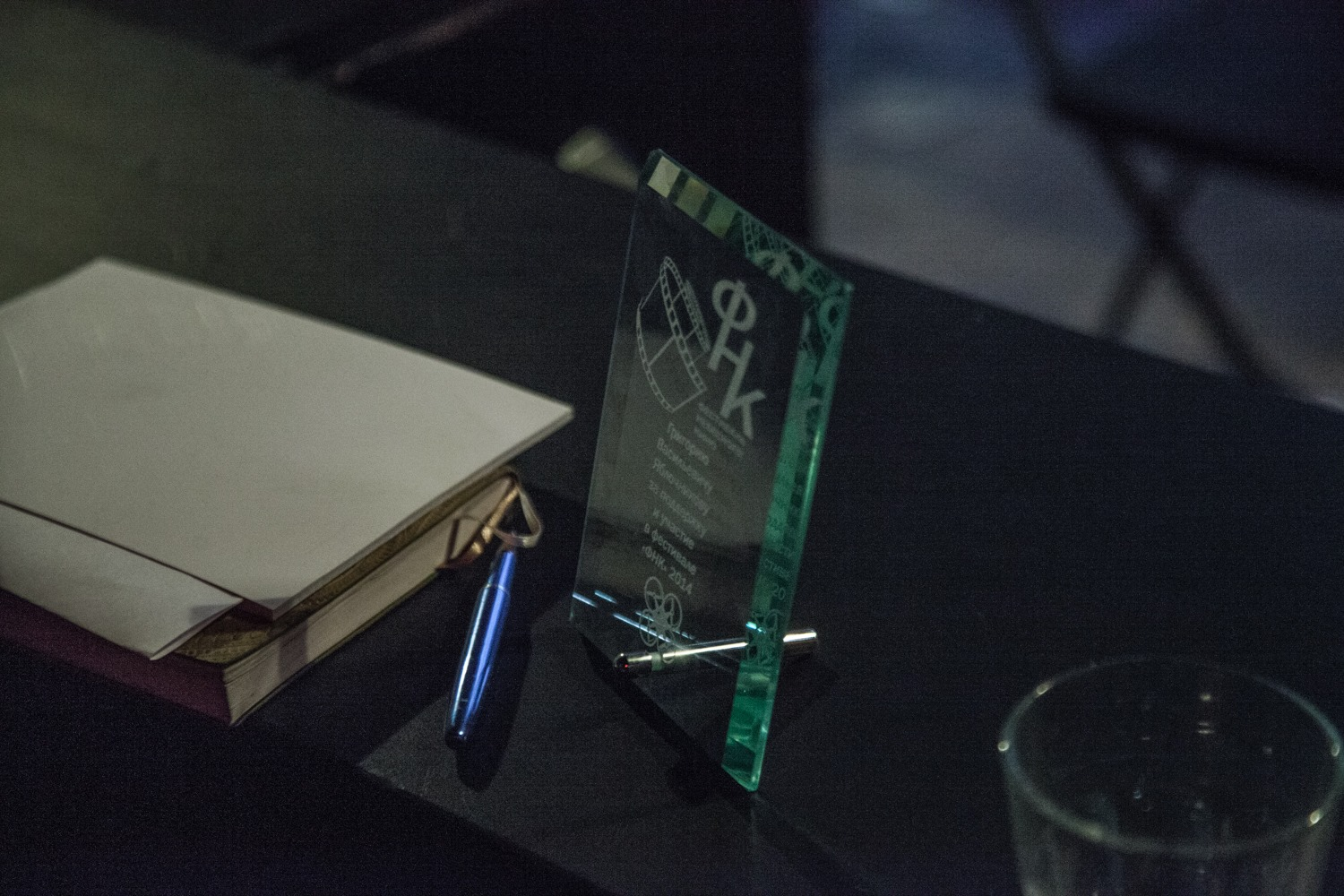
Приз Фестиваля Небесного Кино

### 2015 год
- Сложный кадр
- Самый длинный кадр, вошедший в монтаж
- Награждение победителей ФНК-2015Самый красивый кадр
- Необычное движение в кадре
- Самый короткий кадр

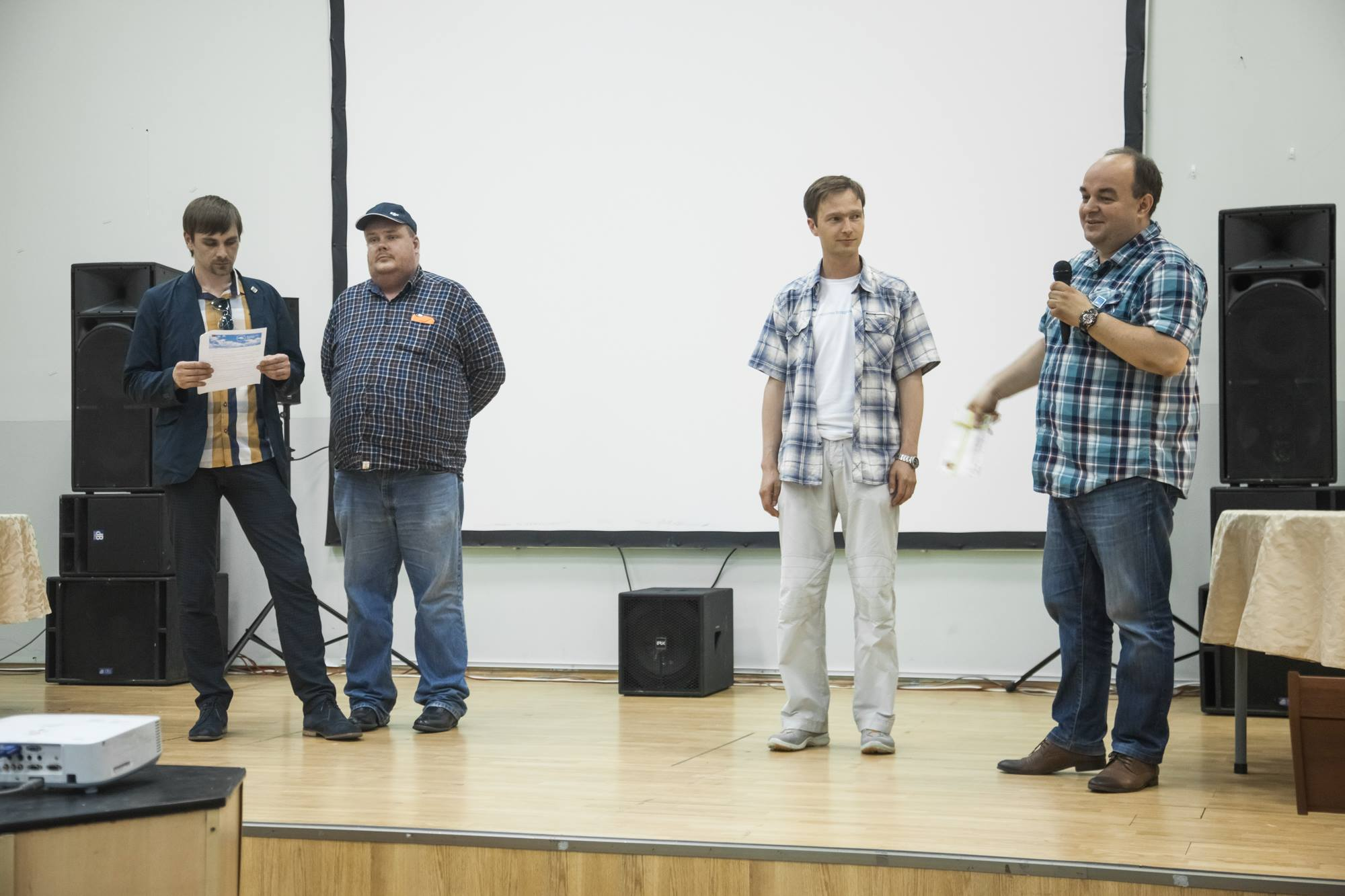
Награждение победителей ФНК-2015

- Самая сложная локация — экстремальные условия съёмки: съёмка с движущихся объектов, съёмки в сложных климатических условиях и т. д.
- Технические инновации — съемка с применением уникальных технологий.

Вторая часть фестиваля состоит из короткометражных фильмов длительность до 30 мин. с использованием кадров с (мультикоптеров, вертолётов, самолётов, воздушных шаров, дельтапланов, и т. д.). Таких кадров в монтаж фильма должно быть по длительности не менее 1 минуты экранного времени.
- Лучшая режиссёрская работа в Небесном кино — Фильм где кадры воздушных съёмок несут смысловую нагрузку.

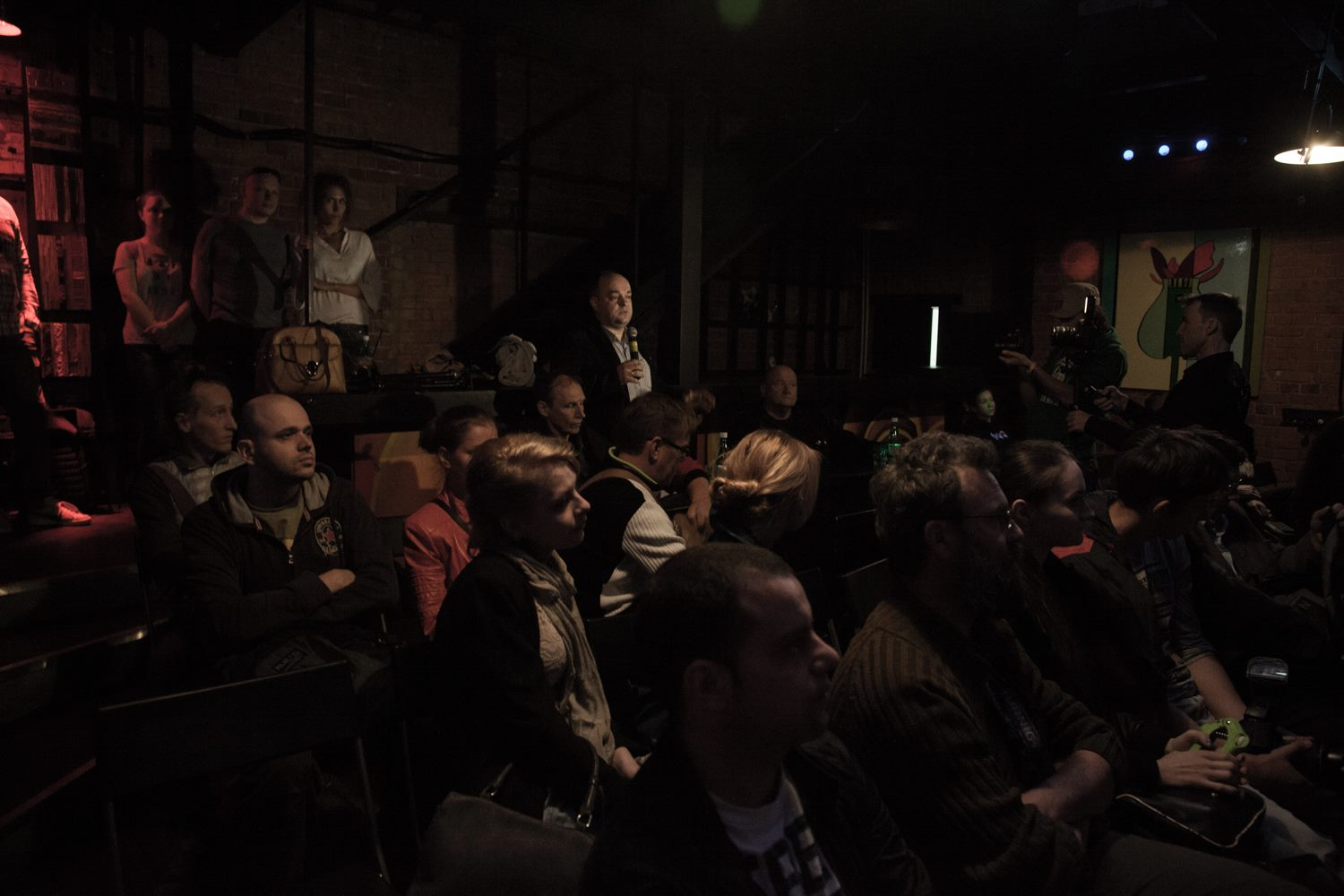
Награждение победителей фестиваля. 2014 год

- Награждение победителей фестиваля. 2014 годЛучший сценарий Небесного кино — Сценарий с драматургически оправданным использованием съемок с воздуха.
- Лучшая операторская работа в Небесном кино — самые необычные кадры воздушных съёмок в фильме.
- Лучшая звукорежиссура Небесного кино — Самое интересное звуковое решения фильма.

## Победители 2014 года
| Номинация                             | Победитель                | Страна      |
| ------------------------------------- | ------------------------- | ----------- |
| Сложный кадр                          | Д. Боголюбов              | Флаг России |
| Самый длинный кадр, вошедший в монтаж | М. Таратин, К. Апраксин   | Флаг России |
| Самый красивый кадр                   | Ю. Тимербаева, П. Федюшин | Флаг России |
| Необычное движение в кадре            | Э. Беширов                | Флаг России |
| Самая сложная локация                 | David Etienne Durivage    | Флаг Канады |

## Победители 2015 года
| Номинация                                     | Победитель                        | Страна         |
| --------------------------------------------- | --------------------------------- | -------------- |
| Сложный кадр                                  | А. Донцов, Р. Федюкин, В. Голубев | Флаг России    |
| Самый длинный кадр, вошедший в монтаж         | Rodrigo Gregório Garcia           | Флаг Бразилии  |
| Самый красивый кадр                           | Е. Ковалев                        | Флаг России    |
| Необычное движение в кадре                    | Д. Семенов                        | Флаг России    |
| Сложная локация                               | В. Филиппов                       | Флаг России    |
| Технические инновации (лучшая звукорежиссура) | Nadine Zinram-Bower               | Флаг Австралии |
| Самый короткий кадр                           | А.Ельчанинов                      | Флаг России    |
| Лучшая режиссура                              | И.Сидельников                     | Флаг России    |
| Лучший сценарий                               | А. Осипов, И. Твердовский         | Флаг России    |
| Лучшая операторская работа                    | А. Пушин, Э. Шарипов              | Флаг Украины   |
| Лучшая звукорежиссура                         | Danny Cooke                       | Флаг Италии    |